# Koritnik (Berg)
Der Koritnik (albanisch auch Koritniku, serbisch-kyrillisch Коритник) ist ein Berg auf der Grenze von Albanien und Kosovo zwischen Kukës und Prizren. Es handelt sich um einen nordwestlichen Ausläufer des Gebirgssystems der Šar Planina am Südufer des Weißen Drin und zum nördlichen Ende des Korabgebirges. In der Maja e Pikëllimës erreicht der Berg mit 2393 Meter seine höchste Erhebung. 
Der Bergstock steht recht isoliert und wird auf allen Seiten von tiefen Flusstälern umgeben. Im Norden jenseits des zum Fierza-Stausee gestauten Weißen Drin liegt der Gebirgsstock Pashtrik. Südwestlich erhebt sich die 2489 Meter hohe Gjallica, der höchste Berg der Region. Getrennt werden die beiden Berge von der Schlucht Gryka e Vanave, die von der Luma durchflossen wird.
Der Koritnik ist namensgebend für den Naturpark Korab-Koritnik, der sich von hier nach Süden bis ins Korabgebirge zieht.